# Tony Weare
Tony Weare, född 1 januari 1912 i Wincanton, död 2 december 1994, var en brittisk serietecknare. Han studerade teckning vid Bournemouth School of Art, men blev kort därefter kavallerist. Det var under sin tid i kavalleriet som han utvecklade en förkärlek för hästar. Hans förmodligen mest kända verk är Matt Marriott, vilket var en vilda västern-inspirerad stripp skriven av Jim Edgar som trycktes dagligen i Evening News mellan 1955 och 1977. Förutom Matt Marriott tecknade Weare även "Billy Brave", "Pride of the Circus", "Savage Splendour" och "Robin Alone" i Mickey Mouse Weekly. Han tecknade "The Colditz Story" för Junior Express och "Rookwood" for Look and Learn. På 1980-talet hjälpte Weare till med att illustrera kapitlen "Vincent", "Valerie" och "The Vacation" i V for Vendetta eftersom seriens tecknare, David Lloyd, var en beundrare av Weares tidigare verk. Han avled den 2 december 1994. 